# Kauã Prates
Kauã Prates de Almeida dit Kauã Prates, né le 12 août 2008 à Montanha au Brésil, est un footballeur brésilien qui évolue au poste d'arrière gauche au Cruzeiro EC.

## Biographie

### En club
Né à Montanha dans l'état d'Espírito Santo au Brésil, Kauã Prates est formé par le Cruzeiro EC, qu'il rejoint en 2019. Surclassé avec les équipes de jeunes il s'impose notamment à 16 ans avec l'équipe des moins de 20 ans du club, avec laquelle il atteint la finale du Championnat brésilien de cette catégorie d'âge. En septembre 2024 il signe son premier contrat professionnel avec son club formateur.
En janvier 2025, il est convoqué pour la première fois avec l'équipe première de Cruzeiro.

### En sélection
Avec l'équipe du Brésil des moins de 17 ans il dispute le championnat sud-américain des moins de 17 ans en 2025. Il participe au sacre de son équipe, qui s'impose en finale contre la Colombie après une séance de tirs au but.

## Palmarès

### Sélection
Brésil moins de 17 ans
- championnat sud-américain des moins de 17 ans
  - Vainqueur : 2025